# Réserve de la Ngiri
Pour les articles homonymes, voir Ngiri.
La réserve de la Ngiri (officiellement réserve naturelle du Triangle de la Ngiri) est une aire protégée de la république démocratique du Congo. Elle est située dans l’ouest de Équateur, sur les territoires de Bomongo, de Bikoro et celui de Makanza, sur une surface totale de 1 000 km2. Elle s’étend depuis la confluence du fleuve Congo avec la rivière Ubangi vers le Nord.
Selon WWF, cette réserve permettra de conserver la biodiversité et l’écosystème dans le triangle de la Ngiri,.

## Histoire
La proposition de faire une réserve naturelle du triangle de la Ngiri (la zone entre l’Ubangi, le Congo et la Ngiri) date de 1975 mais celle-ci n’avait pas pu aboutir. Le projet est relancé par le WWF dans le contexte du projet de paysage lac Télé–lac Tumba. Il est proposé que cette nouvelle réserve soit de catégorie VI de IUCN.
En aout 2010, l’accord de coopération entre les gouvernements du Congo-Brazzaville et du Congo-Kinshasa relatif à la mise en place de la binationale lac Télé-lac Tumba prévoit la création de la réserve de la Ngiri, de la réserve scientifique de Mabali au côté de la réserve Tumba-Lediima au Congo-Kinshasa et de la Réserve Communautaire du Lac Télé au Congo-Brazzaville.
La réserve de la Ngiri est créée par un arrêté du ministère de l’Environnement en mars 2011 avec la participation du WWF,.